# La Psychiatrie de l'enfant (revue)
La Psychiatrie de l'enfant est une revue scientifique semestrielle de psychologie et de pédopsychiatrie fondée en 1958 par Julian de Ajuriaguerra, René Diatkine, Serge Lebovici et Rosine Crémieux, et publiée par les Presses universitaires de France. 
Elle propose des articles de recherche dans le champ de la psychopathologie et la thérapeutique en psychiatrie de l’enfant et de l’adolescent, dans une perspective interdisciplinaire, souvent en lien avec la psychanalyse. 
La revue figure sur la liste des revues de psychologie, de psychiatrie et de psychanalyse référente de l'AERES-CNU. elle est indexée par les bases de données PsycINFO et JCR, et figure dans la base de revues du CNRS (JournalBase). Elle est diffusée par le portail Cairn.info.